# 光盖毛蕨
光盖毛蕨（学名：Cyclosorus decipiens）为金星蕨科毛蕨属下的一个种。